# Maint Berkenbosch
Maint Berkenbosch (* 17. April 1977 in Oldeberkoop) ist ein ehemaliger niederländischer Radrennfahrer.
Maint Berkenbosch gewann 2001 die Omloop van de Braakman. Ab 2003 fuhr er für das Apac Cycling Team. In seinem ersten Jahr dort gewann er den Grand Prix Demy-Cars in Luxemburg. Im nächsten Jahr gewann er drei Etappen der Tour of Sri Lanka und entschied auch die Gesamtwertung für sich. In der Saison 2005 wurde er Erster der Gesamtwertung der Tour Nord-Isère und gewann die beiden Eintagesrennen Grand Prix Demy-Cars und Grand Prix de Beuvry la Forêt. 2006 wechselte er zu dem deutschen Continental Team Regiostrom-Senges und fuhr ab 2008 für das Cyclingteam Jo Piels.

## Erfolge
2005
- Gesamtwertung Tour Nord-Isère
- Grand Prix de Beuvry la Forêt

2010
- eine Etappe Tour de Martinique

## Teams
- 2003 Apac Cycling Team
- 2004 Apac Cycling Team
- 2005 Trientalis APAC Team
- 2006 Regiostrom-Senges
- 2007 Regiostrom-Senges
- 2008 Cyclingteam Jo Piels
- 2009 Cycling Team Jo Piels
- 2010 Global Cycling Team